# Wake Up and Live
Wake Up and Live é um filme musical dirigido por Sidney Lanfield e protagonizado por Walter Winchell, Ben Bernie e Alice Faye.

## Sinopse
O filme fala sobre a sátira que foi feita sob uma suposta rixa entre o líder da banda Ben Bernie e o jornalista Walter Winchell.

## Elenco
- Walter Winchell
- Ben Bernie
- Alice Faye - Alice Huntley
- Patsy Kelly - Patsy Kane
- Ned Sparks - Steve Cluskey
- Jack Haley - Eddie Kane
- Joan Davis